# Aristelliger cochranae
Espèce
Aristelliger cochranae est une espèce de geckos de la famille des Sphaerodactylidae.

## Répartition
Cette espèce se rencontre aux Caraïbes :
- sur l'île d'Hispaniola ;
- sur l'île de la Navasse ;
- sur l'île de La Gonâve ;
- sur l'île d'Alto Velo ;
- sur l'île Cabritos ;
- sur l'île de la Tortue ;
- aux Bahamas sur les îles de Grande Cayemite et d'Inagua.

## Description
C'est une espèce ayant un aspect assez trapue, avec des pattes relativement courtes et massives. 
Les couleurs varient du beige au brun en passant par le marron-rouge. Le dos présente des taches plus claires, et une bande marron sombre traverse la tête des narines à la nuque en passant par les yeux. La queue est très différente, alternant des bandes noires et blanches. Le dessous du corps est beige clair.
À l'âge adulte les femelles sont un peu plus petites que les mâles.

## Étymologie
Cette espèce est nommée en l'honneur de Doris Mable Cochran.

## Publication originale
- Grant, 1931 : A new species of Aristelliger from Navassa. Journal of the Department of Agriculture of Porto Rico, vol. 4, p. 399-400.